# 大西音文
大西 音文（おおにし おとふみ、1942年12月7日 - ）は、日本の実業家。元ユニチカ代表取締役社長。元日本紡績協会会長。

## 人物・経歴
大阪府出身。1965年神戸市外国語大学外国語学部ロシア語学科卒業、ニチボー（のちのユニチカ）入社。1994年ユニチカプラント・貿易部長。1996年ユニチカ国際事業部長兼プラント・業務部長。1999年ユニチカ関連企業部長兼国際事業部長。2000年ユニチカ取締役。2001年ユニチカビジネスサービス代表取締役社長兼任。2002年ユニチカ常務取締役。2004年からユニチカ代表取締役社長を務め、事業と体質の強化による高収益化を進めた。2006年日本紡績協会会長。2009年ユニチカ取締役会長。2010年ユニチカ相談役。